# 東雲 (KANのアルバム)
『東雲』（しののめ）は1994年11月26日に発売されたKAN9枚目のアルバム。

## 解説
ポリドール・レコードで発売された、最後のアルバム。同日発売のシングル「Sunshine of my heart」、「すべての悲しみにさよならするために」「東京に来い」を含む全10曲。

なお、アルバムタイトルは今作のレコーディングで東京都江東区東雲のスタジオが使われたことに因んだものである。

## 収録曲
| 全作詞・作曲: KAN、全編曲: 小林信吾・KAN。 |                                        |       |            |      |
| #                                          | タイトル                               | 作詞  | 作曲・編曲 | 時間 |
| 1.                                         | 「Sunshine of my heart」               | KAN   | KAN        | 5:50 |
| 2.                                         | 「牛乳飲んでギュー」                   | KAN   | KAN        | 3:12 |
| 3.                                         | 「結婚しない二人」                     | KAN   | KAN        | 6:06 |
| 4.                                         | 「West Home Town」                     | KAN   | KAN        | 4:41 |
| 5.                                         | 「東京に来い」                         | KAN   | KAN        | 2:32 |
| 6.                                         | 「悲しみの役割」                       | KAN   | KAN        | 3:39 |
| 7.                                         | 「ホタル」                             | KAN   | KAN        | 6:30 |
| 8.                                         | 「Girlfriend」                         | KAN   | KAN        | 4:01 |
| 9.                                         | 「すべての悲しみにさよならするために」 | KAN   | KAN        | 6:56 |
| 10.                                        | 「星屑の帰り道」                       | KAN   | KAN        | 3:39 |
| 合計時間:                                  | 合計時間:                              | 47:06 |            |      |

### 楽曲解説
1. Sunshine of my heart
  - 本作と同時発売されたシングル曲。
  - テレビ朝日系「まいど!音楽ラスベガス」エンディングテーマ。
2. 牛乳のんでギュー
  - 本作の帯紹介文にて“またまた異色の話題作”と紹介されたピアノ弾き語りによる楽曲。
3. 結婚しない二人
  - 自由なカップルの同棲生活を描いた楽曲。歌詞の中にMr.Childrenの名前が入っている。本楽曲のライブ・ヴァージョンがシングル「ドラ・ドラ・ドライブ大作戦」（1997年12月25日発売）カップリングに収録されている。
  - 2009年松浦亜弥がアルバム『想いあふれて』で、本楽曲をカバー。
4. West Home Town
  - KANの故郷・福岡県をイメージしており、方言を取り入れている。
5. 東京に来い
  - 本作発売から半年後にリカット。
  - よみうりテレビ・日本テレビ系「紳助のサルでもわかるニュース」エンディング・テーマ。
6. 悲しみの役割
7. ホタル
8. Girlfriend
9. すべての悲しみにさよならするために
  - 本作発売から2ヵ月後にリカット。
  - 日本テレビ系「スーパーテレビ情報最前線」エンディングテーマ。
10. 星屑の帰り道
  - アコースティック・ギターとストリングスによるバラード曲。
  - クリスマスの約束2019にて小田和正と本曲で共演した。

## 参加ミュージシャン
- Drums:青山純、小田原豊
- Bass:高水健司、美久月千晴、松原秀樹
- Electric Guitar:今剛、本田清巳、伊藤浩紀、梶原順
- Acoustic Guitar:今剛、吉川忠英
- Keyboards:小林信吾、KAN
- Backing Vocal:西司、曳田修、Melody Sexton、Joey Johnson、Clay Lawrey、KAN
- Saxophone:小池修、金城寛文、山本拓夫、平原まこと
- Trumpet:小林正弘、河東伸夫、エリック・ミヤシロ、横山均、菅坡雅彦
- Flugelhorn:小林正弘、菅坡雅彦
- Strings:金子飛鳥グループ、友田啓明グループ、友田啓明カルテット
- Computer Programming:浦田恵司、小泉洋、鈴木直樹